# Creative Region Linz & Upper Austria
Die Creative Region Linz & Upper Austria GmbH (kurz Creative Region) wurde 2010 zur Förderung und Unterstützung der Entwicklung der Kreativwirtschaft und zur regionalen, nationalen und internationalen Positionierung von Linz und ganz Oberösterreich als Kreativwirtschaftsstandort gegründet.

## Geschichte und Agenden
Die Creative Region dient als Informations- und Serviceplattform, Ideen- und Projektwerkstatt sowie als Vernetzungs- und Vermittlungsgesellschaft für Unternehmen und Start-Ups im Bereich Musik, Künste und Buch, Architektur und Design, Software und Spieleentwicklung, sowie Werbung und Marketing, also den werkschaffenden Branchen (Kultur- und Kreativwirtschaft, CCI). Diese bilden für Linz als Kulturstadt und das Bundesland mit dem Fokus auf innovative Technologien einen wichtigen Impulsgeber, und sind typischerweise im Bereich der Klein- und Mittelbetriebe (KMU) angesiedelt. In Oberösterreich waren um 2015 6.000 Unternehmen (das sind an die 20 % von ganz Österreich) und 40.000 Erwerbstätige dem Wirtschaftsfeld zugeordnet.
2009 war Linz europäische Kulturhauptstadt gewesen (Linz09), seinerzeit war aber die Vernachlässigung der Entwicklung vor Ort bemängelt worden. 2010 wurde dann die Creative Region ins Leben gerufen.
Unter der Projektverantwortung der Creative Region wurde die Stadt Linz im Dezember 2014 als UNESCO City of Media Arts in das Creative Cities Network (UCCN) der UNESCO aufgenommen. Ebenfalls 2014 nannte FAS Research die Creative Region in einer österreichweiten Studie als einen der bedeutendsten nationalen Netzwerkknoten der Kreativwirtschaft. Im März 2015 wurde die Creative Region von der internationalen Beratungs- und Forschungsorganisation Technopolis Group evaluiert. Die von der Creative Region durchgeführte „Förderberatung, Vernetzung und die Anerkennung als UNESCO City of Media Arts“, so der Ergebnisbericht, „haben wesentlich zur regionalen, nationalen und internationalen Positionierung Oberösterreichs und Linz als Kreativwirtschaftsstandort beigetragen“.

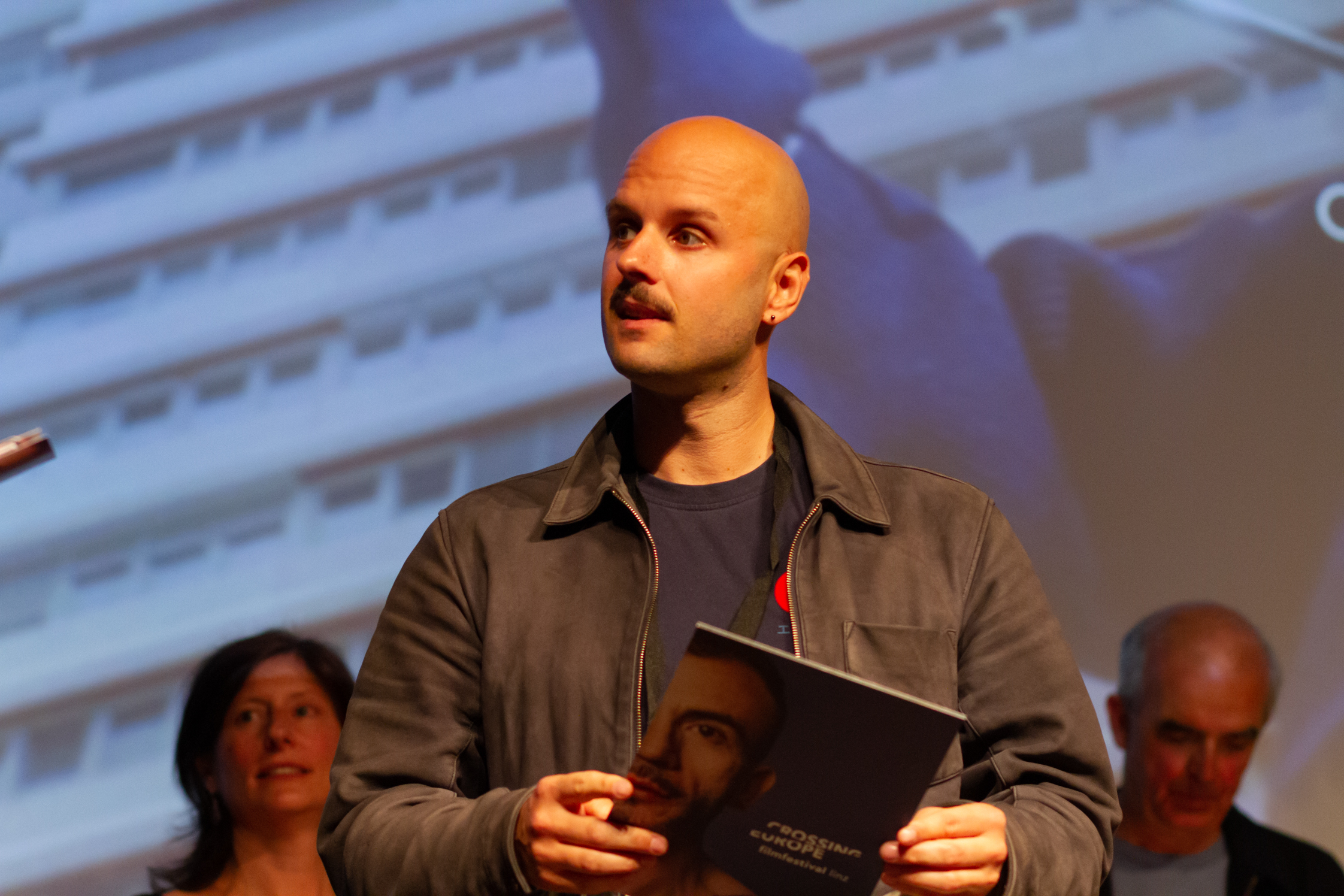
Georg Tremetzberger bei Crossing Europe im April 2022

Im Juli 2017 brachte die Europäische Kommission den Cultural and Creative Cities Monitor heraus, der insgesamt 168 europäische Städte aller Größen genau unter die Lupe nimmt. Linz wurde darin hinter Eindhoven, NL als zweitstärkste Kultur- und Kreativstadt Europas in der Klasse „Städte unter 250.000 Einwohner“ unter 64 Städten europaweit gereiht. TrendingTopics.at.
Von 2011 bis 2019 war Patrick Bartos der Geschäftsführer. Seit 2020 wird die Gesellschaft von Georg Tremetzberger geleitet.

## Eigentümerstruktur und Finanzierung
Sie wird von der Stadt Linz und dem Land Oberösterreich gemeinschaftlich mit jeweils 50 Prozent getragen und hat ihren Sitz in der Tabakfabrik Linz.
Sie funktioniert als Non-Profit-Organisation und erhält Fördergelder von Stadt und Land.

## Tätigkeit
Die Aufgaben der Firma umfassen Coaching, Workshops, Marketingprojekte, Netzwerkaktivitäten und Ähnliches, sowohl in Bezug auf die Kreativunternehmer selbst, wie auch der Nachfrageseite. Die Förderprojekte werden zusammen mit der OÖ Innovationsholding und der Austria Wirtschaftsservice Gesellschaft betrieben. Wichtige Zusammenarbeiten bestehen auf Bundesebene dem Dachverband creativ wirtschaft austria und dem europaweiten Interreg-IVC-Projekt CREA.RE – creative regions, wie auch den Partnerstädten von Linz im UCCN-Programm.
Vor Ort kooperiert Creative Region insbesondere mit der Ars Electronica und der Kunstuniversität Linz. Projektspezifische Zusammenarbeiten gab es unter anderem mit Nike und Lego und Google und Airbnb.
Das Corporate Design der Gesellschaft stammt von Thomas Feichtner. Für die strategische Entwicklung der Programmformate wurde im Jahr 2012 vom Linzer Institut für qualitative Analysen (LIquA) und der KMU-Forschung Austria eine eigene Studie erstellt.

## Publikationen
- P. Bartos, M. Grünewald, T. Kreiseder, M. Plass, M. Reiter, G. Tremetzberger, J. Weiss: Welcome to the creative Region. Drei Jahre Kreativwirtschaftsentwicklung in Linz und Oberösterreich. Eigenverlag. Linz 2015, ISBN 978-3-9504004-0-3 (pdf, creativeregion.org).
- Sonja Sheikh, KMU-Forschung Austria, LlquA – Linzer Institut für qualitative Analysen: Cluster- und Potenzialanalyse Kreativwirtschaft Linz und Oberösterreich. Im Auftrag Creative.Region Linz & Upper Austria GmbH, 2012/09.